# Люди русской науки (Гостехиздат)
«Люди русской науки» — серия научно-биографических книг, посвящённых жизни и деятельности выдающихся русских учёных с мировым именем. Выпускалась Государственным издательством технико-теоретической литературы (Гостехиздат; ГИТТЛ) в Москве и Ленинграде в 1940-е—1950-е годы.
Формат книги 84x108/32 (130х205 мм).

## Книги серии
1948
- И. Кузнецов. Люди русской науки. — М.: Государственное издательство технико-теоретической литературы, 1948. — 1196 с. — (Люди русской науки).

1950
- Кудрявцев Б. Б. Михаил Васильевич Ломоносов: Его жизнь и деятельность. — Изд. 2-е. — М.: Гостехиздат, 1950. — 112 с. — (Люди русской науки). (1-е изд. — 1949)

1951
- Дуков В. М. Пётр Николаевич Лебедев. 1866-1912: Его жизнь и деятельность / Под ред. А. К. Тимирязева.. — М.; Л.: Гостехиздат, 1951. — 112 с. — (Люди русской науки). — 35 000 экз.

1952
- Кудрявцев Б. Б. Василий Владимирович Петров [1761-1834]: Его жизнь и деятельность. — М.: Гостехиздат, 1952. — 96 с. — (Люди русской науки).

1953
- Писаржевский О. Н. Дмитрий Иванович Менделеев: Его жизнь и деятельность. — М.: Гостехиздат, 1953. — 96 с. — (Люди русской науки). — 75 000 экз. (обл.)

1955
- Полубаринова-Кочина П. Я. Софья Васильевна Ковалевская. 1850-1891: Её жизнь и деятельность. — М.: Гостехиздат, 1955. — 100 с. — (Люди русской науки).

1957
- Капцов Н. А. Павел Николаевич Яблочков, 1847-1894: Его жизнь и деятельность. — М.: Гостехиздат, 1957. — 96 с. — (Люди русской науки).